# 华人历史博物馆
1°33′27.6″N 110°20′55.5″E / 1.557667°N 110.348750°E
古晋华人历史博物馆（英語：Chinese History Museum Kuching）是位于砂拉越古晋以砂拉越华人历史为主题的博物馆，是古晋河滨公园（Kuching Waterfront）的旅游景点之一，其对面是一座大伯公庙。

## 历史
博物馆所用建筑建于1912年，1921年之前为砂拉越华人社区的法庭，当时统治砂拉越的白人拉惹查尔斯·布鲁克倾向于让每个社区自行处理诸如结婚、离婚和财产分割之类的事务。之后，该建筑成为砂拉越华人商会（Chinese Chamber of Commerce in Sarawak）的总部。
1993年，作为古晋河滨再开发的一部分，该建筑被规划为博物馆，并在1993年10月23日由马来西亚文化青年体育部部长助理叶金来正式宣布向公众开放。
2010年，该馆进行大规模改造后，展览内容增加了短视频放映。

## 展览
该馆旨在展现砂拉越多元化的华人群体的历史，致力于使当代人领会到早期华人开拓者们的奋斗和价值观。参观者可以了解到当地各华语方言群体的来源，以及他们各自的传统技能、文化遗产和发展历史。
展品有白人拉者时期与砂拉越华人相关的各种文物，如乐器、玉器、陶瓷和相片等等。

## 开放时间
根据砂拉越博物馆部门（Sarawak Museum Department）网站显示，该馆于星期一星期五的上午9:00到下午4:30，以及星期六、星期日和公众假期的上午10:00到下午4:00免费向公众开放，在主要公众假期的第一天、砂拉越州元首诞辰、劳动节和马来西亚日闭馆。